# زوار، چاد
زوار یک منطقهٔ مسکونی در چاد است که در منطقه تیبستی واقع شده‌است.